# América Fútbol Club (Venezuela)
América Fútbol Club o América FC  fue un club de fútbol profesional, establecido en la ciudad de Puerto La Cruz. Anteriormente conocido como EF San Tomé. Participó en la Segunda División Venezolana 2007/08, temporada que comenzó con el Torneo Apertura 2007 donde solamente logró 1 punto y le encajaron 55 goles, una de las peores rachas en la historia de la categoría de plata del balompié venezolano. Debido a la pésima actuación en el Apertura, desiste de participar en el Torneo Clausura y por lo tanto desciende a la Segunda División B de Venezuela.

## Estadio
El Estadio Salvador de la Plaza ubicado en Puerto La Cruz es el estadio donde realizaba los partidos como local.
- Datos: Q4749634